# Główny Inspektorat Sanitarny
Główny Inspektorat Sanitarny (GIS) – centralny urząd administracji rządowej z siedzibą w Warszawie, funkcjonujący od 1 stycznia 2000. Urzędem kieruje powoływany przez premiera na wniosek ministra zdrowia Główny Inspektor Sanitarny.
Siedziba GIS znajduje się przy ul. Targowej 65 w Warszawie.

## Zadania
Zadaniem urzędu jest kierowanie Państwową Inspekcją Sanitarną, inicjowanie i nadzorowanie czynności administracji rządowej zmierzających do zapobiegania i minimalizacji negatywnych skutków zdarzeń dotyczących zdrowia publicznego. Główny Inspektor Sanitarny w szczególności nadzoruje, koordynuje i wytycza kierunki działania organów Państwowej Inspekcji Sanitarnej, a ponadto zarządza procesem wymiany informacji z innymi organami administracji rządowej.
GIS w przypadku zagrożenia bezpieczeństwa sanitarnego ma prawo wydawania organom Państwowej Inspekcji Sanitarnej poleceń dotyczących podejmowania działań zapobiegawczych, wykonywania czynności kontrolnych oraz prawo uzyskiwania informacji o sposobie realizacji zadań urzędu w tym zakresie. O wydaniu takiego polecenia Główny Inspektor Sanitarny zawiadamia właściwego miejscowo wojewodę lub starostę.

## Struktura
Główny Inspektorat Sanitarny składa się z następujących departamentów:
- Departament Bezpieczeństwa Zdrowotnego Człowieka w Środowisku
- Departament Bezpieczeństwa Żywności i Żywienia
- Departament Budżetu i Finansów
- Departament Jakości i Nadzoru
- Departament Nadzoru nad Chemikaliami
- Departament Prawny
- Departament Promocji Zdrowia i Komunikacji Społecznej
- Departament Usług Cyfrowych
- Departament Zapobiegania i Kontroli Chorób Zakaźnych
- Biuro Dyrektora Generalnego
- Biuro Głównego Inspektora.

## Główni Inspektorzy Sanitarni
- Bogusław Kożusznik (1955–1959)
- Jan Rutkiewicz (1959–1961)
- Jan Karol Kostrzewski (1961–1968)
- Ryszard Brzozowski (1968–1984)
- Jerzy Bończak (1984–1988)
- Andrzej Kosiniak-Kamysz (1989)
- Wiesław Jaszczyński (1990–1991)
- Zbigniew Hałat (1991–1993)
- Wiesław Jaszczyński (1993–1997)
- Irena Głowaczewska (1997–1999)
- Paweł Policzkiewicz (2000–2001)
- Andrzej Trybusz (2001–2006)
- Andrzej Wojtyła (2006–2010)
- Przemysław Biliński (2010–2012)
- Marek Posobkiewicz (p.o. 2012–2015, 2015–2018)
- Jarosław Pinkas (2018–2020)
- Krzysztof Saczka (p.o. 2020–2024)
- Paweł Grzesiowski (od 2024)